# Gliese 900
Gliese 900 is een drievoudige ster 68,0 lichtjaar van onze zon verwijderd. De ster bestaat uit drie oranje dwergen.